# Neophaenis respondens
Neophaenis respondens là một loài bướm đêm trong họ Noctuidae.